# Abruzzischer Apennin
Der Abruzzische Apennin (im Deutschen meist Abruzzen genannt) ist mit bis zu 2912 m s.l.m. Höhe der höchste Teil des Apennin in Italien und liegt mit dem beckenförmigen Hochplateau Campo Imperatore in der Region Abruzzen.
Die Kalksteinfelsen ähneln denen der Dolomiten. Der Corno Grande (2912 m s.l.m.) innerhalb des Gran Sasso d’Italia und der Monte Amaro (2795 m s.l.m.) innerhalb der Majella sind die höchsten Erhebungen des Gebirgszugs. 
Zu den Abruzzen gehören auch die Sabiner Berge, die Monti Ernici und das Gebirge Majella.
Der Abruzzische Apennin wird von folgenden Pässen durchzogen:
- der Passo della Scheggia (von Foligno nach Fano)
- der Passo di Fossato (von Foligno nach Ancona)
- der Valico di Colfiorito (von Foligno nach Macerata)
- der Passo delle Capannelle (von L’Aquila nach Teramo über die Strada Statale 80)
- der Sella del Corno
- der Passo di Rionero.